# SN 1987B
SN 1987B – supernowa typu IIn-L odkryta 26 lutego 1987 roku w galaktyce NGC 5850. W momencie odkrycia miała maksymalną jasność 14,50m.